# Seleção Bielorrussa de Basquetebol
A Seleção Bielorrussa de Basquetebol é a equipe que representa a Bielorrússia em competições internacionais da modalidade.